# RX J1131-1231
RX J1131-1231是一個距離地球約60億光年，並且核心有超大質量黑洞存在的類星體，在天球上位於巨爵座。
2014年，天文學家在該類星體發現它的X射線輻射來自於位於事件視界3倍半徑區域的吸積盤內。這項發現代表中心的黑洞旋轉速度極高，讓吸積盤可在極小半徑區域內存在。這也是天文學家得以第一次直接量測黑洞的旋轉速度。
這項發現是由密歇根大学天文學家魯本斯·雷斯（Rubens Reis）的團隊以NASA的钱德拉X射线天文台、哈伯太空望遠鏡、歐洲太空總署的 XMM-牛顿卫星影像進行分析而獲得。該團隊觀測到X射線在黑洞周圍旋轉並且讓物質落入黑洞，使類星體發出強烈輻射的吸積盤最內側區域。藉由量測吸積盤的半徑，天文學家得以計算黑洞的旋轉速度，結果是幾乎達到光速的一半。如此高速旋轉顯示有大量氣體和塵埃正落入黑洞中。
然而，如果不是因為RX J1131-1231和地球之間有一個巨大橢圓星系這樣難得的位置關係，就可能無法進行黑洞旋轉速度量測。該橢圓星系成為讓該類星體的光放大為原本四倍的重力透鏡。如此強烈的重力透鏡效應也產生時間延遲，也就是說，該類星體的其中一個影像尖會比其他影像更早被觀測到。

## 银河系外行星
通过脉冲星微透镜法，Xinyu Dai和Eduardo Guerras发现了质量在月球质量和木星质量之间的星际行星。